# Grattarolaïta
La grattarolaïta és un mineral de la classe dels fosfats. Rep el nom en honor de Giuseppe Grattarola (Vercelli, Itàlia, 1905 - Florència, 1988), professor de mineralogia a la Universitat de Florència, Itàlia.

## Característiques
La grattarolaïta és un fosfat de fórmula química Fe₃3+(PO₄)O₃. Va ser aprovada com a espècie vàlida per l'Associació Mineralògica Internacional l'any 1995. Cristal·litza en el sistema trigonal.
Segons la classificació de Nickel-Strunz, la grattarolaïta pertany a «08.BE: Fosfats, etc. amb anions addicionals, sense H₂O, només amb cations de mida mitjana, (OH, etc.):RO₄ > 2:1» juntament amb els següents minerals: augelita, cornetita, clinoclasa, arhbarita, gilmarita, allactita, flinkita, raadeïta, argandita, clorofenicita, magnesioclorofenicita, gerdtremmelita, dixenita, hematolita, kraisslita, mcgovernita, arakiïta, turtmannita, carlfrancisita, synadelfita, holdenita, kolicita, sabel·liïta, jarosewichita, theisita, coparsita i waterhouseïta.

## Formació i jaciments
Va ser descoberta a la mina Castelnuovo, a la localitat de Cavriglia, a la província d'Arezzo (Toscana, Itàlia), on sol trobar-se associada a la rodolicoïta. Aquest indret és l'únic a tot el planeta on ha estat descrita aquesta espècie mineral.